# Muconzuur
Muconzuur is een onverzadigd dicarbonzuur met twee dubbele bindingen. Naargelang de geometrie rond die dubbele bindingen onderscheidt men drie stereo-isomeren van de stof: trans,trans- of E,E-muconzuur; cis,trans- of Z,E-muconzuur en cis,cis- of Z,Z-muconzuur:
|             |           |         |
| trans,trans | cis,trans | cis,cis |
cis,cis-Muconzuur heeft een smeltpunt van 194 °C; cis,trans-muconzuur smelt bij 190 °C terwijl trans,trans-muconzuur ontbindt bij 300 °C.
trans,trans-Muconzuur is een metaboliet van benzeen in het lichaam. De concentratie ervan in de urine is een maat voor de blootstelling aan benzeen.
Muconzuur kan synthetisch bereid worden door de oxidering van fenol of catechol met geconcentreerd perazijnzuur, waarbij de benzeenring opent. Daarbij ontstaat cis,cis-muconzuur.
cis,cis-Muconzuur wordt door bepaalde bacteriën geproduceerd door de microbiologische oxidatie van tolueen via catechol. Andere bacteriën kunnen de stof voortbrengen met benzoëzuur als koolstofbron.
Door de hydrogenering van muconzuur, waardoor de verbinding verzadigd wordt, verkrijgt men adipinezuur. Adipinezuur is een belangrijke grondstof voor polymeren. De omgekeerde weg is ook mogelijk: de dehydrogenering van adipinezuur levert muconzuur op.